# Кан, Александр Рюрикович
Александр Рюрикович Кан (нем. Aleksandr Kan, 7 мая 1963, Караганда, Казахская ССР, СССР) — католический священник, иезуит, ординарий католической миссии sui iuris в Кыргызстане с 22 декабря 1997 года по 18 марта 2006 года.

## Биография
Александр Кан родился 7 мая 1963 года в Караганде в семье российских немцев, Рюрика и Флоры Кан, поселившихся в Караганде после II Мировой войны. После окончания средней школы поступил в монашеский орден иезуитов.
По окончании обучения в Рижской духовной семинарии 29 мая 1988 года Александр Кан был рукоположён в священника, после чего служил в различных католических приходах в Латвии, Казахстане, России и Кыргызстане. С 1990 по 1992 год изучал каноническое право в Риме; по завершении обучения получил степень лиценциата в этой области. С 1992 по 1997 год являлся настоятелем прихода Преображения Господня при кафедральном соборе в Новосибирске и генеральным викарием Апостольской администратуры Сибири; с 1994 года — ректором католической предсеминарии в Новосибирске.
22 декабря 1997 года, после образования Римским папой Иоанном Павлом II миссии sui iuris в Кыргызстане, Александр Кан был назначен ординарием этой католической административной структуры.
18 марта 2006 года Римский папа Бенедикт XVI преобразовал миссию sui iuris в Кыргызстане в апостольскую администратуру Кыргызстана, и епископом этой католической структуры был назначен Николай Мессмер.

## Владение языками
- Русский язык
- Немецкий язык
- Итальянский язык
- Английский язык
- Латышский язык
- Польский язык
- Литовский язык
- Латинский язык

## Источник
- Информация на сайте католической иерархии (англ.)